# Podallea leroiana
Podallea leroiana is een insect uit de familie van de Berothidae, die tot de orde netvleugeligen (Neuroptera) behoort. 
Podallea leroiana is voor het eerst wetenschappelijk beschreven door Esben-Petersen in 1915.